# 12月10日
12月10日（じゅうにがつとおか）は、グレゴリオ暦で年始から344日目（閏年では345日目）にあたり、年末まであと21日ある。

## できごと
- 1336年（建武3年/延元元年11月7日） - 建武式目が制定される。
- 1520年 - マルティン・ルターが、自説を撤回しなければ破門するとの教皇レオ10世による警告文書を焼く[1]。
- 1578年（天正6年11月12日） - 島津義久、義弘、家久兄弟が大友軍に大勝する。（耳川の戦い）
- 1817年 - ミシシッピ準州が州に昇格してアメリカ合衆国20番目の州・ミシシッピ州となる[2]。
- 1898年 - 米西戦争和平のためのパリ条約に調印。アメリカ合衆国がプエルトリコ・グアム・フィリピンを獲得。
- 1901年 - 第1回ノーベル賞授賞式。
- 1901年 - 田中正造が足尾銅山の鉱毒事件について明治天皇に直訴。
- 1932年 - タイ王国で憲法を採択し、立憲君主制に移行。
- 1935年 - 株式会社大阪野球倶楽部（大阪タイガース、現・阪神タイガース）創立[3]。
- 1941年 - 第二次世界大戦: マレー沖海戦。日本海軍の陸上攻撃機隊がイギリスの戦艦プリンス・オブ・ウェールズを撃沈。
- 1941年 - 第二次世界大戦: 日本軍がグアム・タラワ・マキン（現キリバス）を占領。
- 1943年 - 文部省、学童の疎開を促進する。
- 1948年 - 第3回国連総会で世界人権宣言を採択。
- 1949年 - 国共内戦: 蔣介石率いる中華民国政府が、中国大陸の統治権を喪失(大陸失陥)。
- 1952年 - 壺井栄の『二十四の瞳』が刊行。
- 1954年 - 第1次鳩山一郎内閣が成立。
- 1957年 - 天城山心中。天城山で、愛新覚羅溥儀の姪・愛新覚羅慧生と級友の大久保武道のピストル心中遺体を発見。
- 1958年 - 日本共産党を除名された全学連幹部が共産主義者同盟（ブント）を結成。
- 1960年 - 蒸気機関車に変わる日本初の気動車特急「はつかり」が運転開始[4]。電車の運行が開始される1968年（昭和43年）9月9日まで活躍した。
- 1961年 - 伊豆急行線伊東駅 - 伊豆急下田駅間が開業。
- 1968年 - 東京都府中市で三億円事件が発生[5]。
- 1969年 - 愛媛放送（現・テレビ愛媛）開局。
- 1974年 - 国鉄八本松駅での貨物取扱終了。
- 1975年 - 三億円事件の公訴時効が成立。
- 1979年 - 美麗島事件。
- 1987年 - 日本初のＭ＆Ａ専業会社株式会社レコフが創業。
- 1989年 - モンゴル民主化運動の指導者ツァヒアギーン・エルベグドルジが反体制勢力「モンゴル民主同盟」の結成を宣言。
- 1991年 - 都営地下鉄12号線（現・大江戸線）練馬駅 - 光が丘駅間が開業。
- 1994年 - 新進党結党。
- 1996年 - アパルトヘイト廃絶後の新南アフリカ共和国憲法がネルソン・マンデラにより公布される。
- 1997年 - 山陽自動車道の神戸JCT - 山口JCT間が全線開通し、中国自動車道とのダブルネットワークが完成。
- 1997年 - コナミの『beatmania』が稼動開始[6]。音楽ゲームの人気を先駆けた。
- 1999年 - 超党派野党、衆参両議院に選択的夫婦別姓制度を求める民法改正案を提出。
- 2005年 - マイクロソフトがXbox 360を日本で発売。
- 2007年 - 改正遺失物法が施行。
- 2011年 - 皆既月食が観測される[7]。
- 2017年 - ポスティングシステムで大リーグエンゼルスに入団した大谷翔平が、日本時間午前8時から入団会見を実施[8]。
- 2018年 - 9月に設立された国内最大の官民ファンド産業革新投資機構（JIC）の民間出身の取締役９人全員が辞任すると発表。取締役報酬をめぐる協議が整わなかったことが原因[9]。
- 2022年 - 核兵器廃絶に向け国内外の有識者が議論する「国際賢人会議」の第1回会合が広島県で開会[10]。

## 誕生日
- 1538年 - ジョヴァンニ・バッティスタ・グァリーニ、詩人、劇作家、外交官（+ 1612年）
- 1635年（寛永12年11月1日）- 松平定時、第2代今治藩主（+ 1676年）
- 1682年（天和3年11月12日）- 松平知清、初代白河新田藩主（+ 1721年）
- 1785年（天明5年11月9日）- 毛利元義、第11代長府藩主（+ 1843年）
- 1787年 - トーマス・ホプキンズ・ギャローデット、教育者（+ 1851年）
- 1798年 - ジョージ・フレッチャー・モー、探検家、著述家（+ 1886年）
- 1804年 - カール・グスタフ・ヤコブ・ヤコビ、数学者（+ 1851年）
- 1815年 - エイダ・ラブレス、プログラマ（+ 1852年）
- 1820年（文政3年11月5日）- 松平輝徳、第7代松前藩主（+ 1840年）
- 1821年（ユリウス暦11月28日） - ニコライ・ネクラーソフ、詩人（+ 1878年）
- 1822年 - セザール・フランク、作曲家（+ 1890年）
- 1824年 - ジョージ・マクドナルド、小説家、詩人（+ 1905年）
- 1829年（文政12年11月15日）- 松前崇広、第12代松前藩主（+ 1866年）
- 1830年 - エミリー・ディキンソン、詩人（+ 1886年）
- 1847年（弘化4年11月7日）- 内田正学、第10代小見川藩主・子爵（+ 1910年）
- 1851年 - メルヴィル・デューイ、図書館学者（+ 1931年）
- 1860年（万延元年10月28日）- 嘉納治五郎、講道館柔道創始者（+ 1938年）
- 1869年 - 山田三良、国際私法学者、元京城帝国大学総長（+ 1965年）
- 1870年 - アドルフ・ロース、建築家（+ 1933年）
- 1870年 - ピエール・ルイス、小説家、詩人（+ 1925年）
- 1879年 - 寺島敏三、陸軍軍人、政治家、華族（+ 1942年）
- 1880年 - 小林喜三郎、実業家、映画プロモーター、映画プロデューサー（+ 1961年）
- 1882年 - 東郷茂徳、外務大臣（+ 1950年）
- 1882年 - オットー・ノイラート、哲学者（+ 1945年）
- 1891年 - ネリー・ザックス、詩人、作家（+ 1970年）
- 1893年 - 茂木善作、陸上競技選手、スポーツ指導者（+ 1974年）
- 1896年 - 林武、洋画家（+ 1975年）
- 1896年 - 手島栄、政治家（+ 1975年）
- 1899年 - 諸橋襄、内務官僚、貴族院議員（+1999年）
- 1901年 - 浜崎真二、プロ野球選手（+ 1981年）
- 1905年 - 前尾繁三郎、官僚、政治家（+ 1981年）
- 1906年 - 伊東静雄、詩人（+ 1953年）
- 1907年 - 五月潤子、女優（没年不詳）
- 1907年 - 伊藤友恵、囲碁棋士（+1987年）
- 1908年 - 神田坤六、政治家（+2005年）
- 1908年 - 牛山喜久子、美容家（+2004年）
- 1908年 - オリヴィエ・メシアン、作曲家（+ 1992年）
- 1908年 - 坂口允彦、将棋棋士（+ 1990年）
- 1909年 - ハーミズ・パン、振付師、ダンサー（+ 1990年）
- 1911年 - 平井正穂、英米文学者、 東京大学名誉教授（+2005年）
- 1911年 - ジミー原田、ジャズドラマー（+ 1995年）
- 1912年 - 武智鉄二、演出家、映画監督（+ 1998年）
- 1913年 - 堺駿二、コメディアン（+ 1968年）
- 1913年 - モートン・グールド、作曲家、指揮者（+ 1996年）
- 1914年 - ドロシー・ラムーア、女優（+ 1996年）
- 1920年 - 越智伊平、政治家（+ 2000年）
- 1922年 - 秀村選三、日本社会経済史学者、九州大学名誉教授（+ 2021年）
- 1922年 - 大澤文夫、物理学者、名古屋大学名誉教授、大阪大学名誉教授（+2019年）
- 1923年 - 木場巌、元プロ野球選手
- 1923年 - 千葉信男、俳優、コメディアン（+1967年）
- 1926年 - ギター・スリム、ギタリスト、シンガー（+ 1959年）
- 1930年 - 鈴木隆、元プロ野球選手
- 1932年 - 青木栄一、地理学者（+ 2020年）
- 1932年 - 宮崎一夫、プロ野球選手（+ 2016年）
- 1933年 - マコ岩松、俳優（+ 2006年）
- 1934年 - 楠部大吉郎、アニメーター（+ 2005年）
- 1934年 - ハワード・マーティン・テミン、ウイルス学者（+ 1994年）
- 1934年 - 山口わか子、政治家、保健師
- 1935年 - 寺山修司、劇作家（+ 1983年）
- 1935年 - 池田幾三、放送作家、ラジオパーソナリティ
- 1935年 - 中山俊丈、プロ野球選手、監督（+ 2016年）
- 1936年 - 村山実、プロ野球選手、監督（+ 1998年）
- 1938年 - 遠山敦子、官僚、政治家、第2代文部科学大臣
- 1938年 - ユーリ・テミルカーノフ、指揮者（+ 2023年）
- 1941年 - 坂本九、歌手（+ 1985年）
- 1942年 - 小城得達、元サッカー選手、指導者
- 1943年 - 喜田宏、獣医師、獣医微生物学者、北海道大学名誉教授
- 1943年 - 池永浩之、元プロ野球選手
- 1944年 - 三遊亭圓丈、落語家（+ 2021年）
- 1945年 - 沼澤聖一、プロゴルファー
- 1947年 - 永井明、医師、作家、医療ジャーナリスト（+ 2004年）
- 1948年 - 桂文珍、落語家
- 1949年 - 秋山芳子、アーチェリー選手
- 1950年 - 我修院達也、俳優
- 1951年 - 川口浩一、アナウンサー
- 1952年 - 坂田おさむ、シンガーソングライター、俳優
- 1953年 - 小杉泰、イスラム研究者
- 1956年 - 田上富久、政治家、元長崎県長崎市長
- 1956年 - 山川広行、実業家、札幌ドーム社長、元北海道銀行副頭取
- 1956年 - 新川敏光、政治学者、京都大学名誉教授
- 1957年 - 和田安生、アナウンサー
- 1957年 - 嶺重慎、天文学者
- 1957年 - 日詰昭一郎、シンガーソングライター、作曲家、ベーシスト（+ 2001年）
- 1957年 - マイケル・クラーク・ダンカン、俳優（+ 2012年）
- 1958年 - 福本伸行、漫画家
- 1958年 - 清水康弘、元スピードスケート選手、指導者
- 1959年 - 高橋教之、ベーシスト
- 1960年 - 大村波彦、俳優
- 1960年 - 佐藤浩市、俳優
- 1960年 - 唐沢潤、女優、声優
- 1960年 - 島田喜広、ジャーナリスト、実業家
- 1960年 - 高橋純一、政治家、群馬県千代田町長
- 1960年 - 郎平、元バレーボール選手、監督
- 1960年 - ケネス・ブラナー、俳優
- 1961年 - 川口克己、プロモデラー
- 1962年 - 桂正和、漫画家
- 1962年 - やぶうちゆうき、漫画家
- 1962年 - 矢野和哉、元プロ野球選手
- 1963年 - ジャハーンギール・カーン、スカッシュ
- 1964年 - ak、歌手
- 1964年 - 三浦英樹、音楽プロデューサー、作曲家、作詞家
- 1965年 - 田中護、俳優
- 1965年 - 石田靖、お笑いタレント
- 1965年 - 福島弓子、元アナウンサー
- 1965年 - ヘンリー・アキンワンデ、プロボクサー
- 1966年 - 田中雅彦、バドミントン選手
- 1966年 - 小栗左多里、漫画家
- 1967年 - 有森也実、女優
- 1967年 - 吉野直子、ハープ奏者
- 1967年 - 堀江美保、元AV女優
- 1967年 - 西永秀一、レフェリー
- 1968年 - 荻野目洋子、歌手
- 1968年 - 渡辺潤、漫画家
- 1968年 - 藤原寛、テレビプロデューサー
- 1969年 - 井上智恵、女優
- 1969年 - 三上祐一、俳優
- 1969年 - ジョン・ズーバー、元プロ野球選手
- 1970年 - 佐藤ひろ美、実業家、元歌手
- 1970年 - 吉原清隆、小説家
- 1970年 - YUKA、ミュージシャン
- 1970年 - レイ・ハラカミ、ミュージシャン（+ 2011年）
- 1971年 - 神泉薫、詩人
- 1971年 - 桂よね吉、落語家
- 1971年 - ラレコ、ウェブアニメーター、FLASH職人
- 1972年 - 石塚知生、作曲家、編曲家
- 1972年 - 高橋康之、調教師、元騎手
- 1972年 - ブライアン・モルコ、ミュージシャン（プラシーボ）
- 1974年 - 野村忠宏、柔道選手
- 1974年 - 進藤実、元プロ野球選手
- 1974年 - 高野忍、元プロ野球選手
- 1974年 - 神坂享輔、作曲家、編曲家
- 1974年 - 伊佐進一、政治家
- 1975年 - 津島亜由子、アナウンサー
- 1975年 - 千宗屋、茶人、武者小路千家第15代家元後嗣
- 1975年 - 石井智宏、プロレスラー
- 1976年 - クロちゃん、お笑い芸人（安田大サーカス）
- 1976年 - 喜名哲裕、元サッカー選手
- 1977年 - 三喜本恵美、ファッションモデル
- 1977年 - 峯田和伸、歌手、俳優（銀杏BOYZ）
- 1977年 - 青山剛、政治家、工学者、北海道室蘭市長
- 1977年 - 三枝実央、AV女優、ストリッパー、元グラビアアイドル
- 1977年 - 松木圭介、元アナウンサー
- 1977年 - ダン・ウィーラー、元プロ野球選手
- 1978年 - 小出ミカ、女優
- 1978年 - サマー・フェニックス、俳優
- 1979年 - 大山貴広、元プロ野球選手
- 1979年 - 根本圭子、声優
- 1980年 - 山本祐香、タレント、ラジオパーソナリティ
- 1980年 - 金景太、俳優
- 1980年 - 松山冴花、 ヴァイオリニスト
- 1980年 - サラ・チャン、ヴァイオリニスト
- 1981年 - 小林且弥、俳優
- 1981年 - 三浦英、俳優
- 1981年 - 鈴木裕貴、俳優
- 1981年 - 森大輔、歌手
- 1981年 - ビクトル・ディアス、元プロ野球選手
- 1981年 - 相馬崇人、 元サッカー選手
- 1982年 - 西島梢、歌手（ナナムジカ）
- 1982年 - 久保英恵、アイスホッケー選手
- 1982年 - ルイス・ブラウン、元プロ野球選手
- 1982年 - スルタン・キョセン 、元バスケットボール選手
- 1983年 - 太田博久、お笑い芸人（ジャングルポケット）
- 1983年 - 武内晋一、元プロ野球選手
- 1983年 - 坂本直弥、歌手（ON/OFF）
- 1983年 - 坂本和弥、歌手（ON/OFF）
- 1983年 - 篠山輝信、俳優
- 1983年 - セイラ、タレント
- 1984年 - CoCo、元ファッションモデル
- 1984年 - Wakana、歌手（元Kalafina，FictionJunction）
- 1984年 - 田嶋秀任、元タレント
- 1984年 - グレゴリオ・ペティット、プロ野球選手
- 1985年 - 新田恵海、声優、歌手（μ's）
- 1985年 - 吉田恵美可、やり投げ選手
- 1985年 - 榎本敏孝、元プロ野球選手
- 1985年 - ジョルジオ・ペトロシアン、キックボクサー
- 1985年 - クリステン・ロス、フィギュアスケート選手
- 1986年 - マット・クラーク、プロ野球選手
- 1986年 - 中村章吾、俳優、声優
- 1986年 - りゅーじ、お笑い芸人（元トンファー）
- 1986年 - 塚田僚一、歌手、タレント（A.B.C-Z）
- 1987年 - 佐藤詩子、女優
- 1987年 - 水崎綾、女優、タレント
- 1987年 - 光塚大貴、歌手、タレント、作詞家
- 1987年 - 初音みのり、AV女優、タレント
- 1987年 - 亜衣里、元歌手（元スパークリング☆ポイント）
- 1987年 - ゴンサロ・イグアイン、サッカー選手
- 1988年 - 丸山和馬、元プロ野球選手
- 1988年 - ネヴェン・スボティッチ、サッカー選手
- 1989年 - 林紗久羅、タレント、グラビアモデル、レースクイーン
- 1989年 - 大前元紀、サッカー選手
- 1989年 - 鈴木亮大郎、ラグビー選手
- 1989年 - ワラッター・イムラーポン、歌手
- 1989年 - チャラッター・イムラーポン、歌手
- 1989年 - マリオン・マレシャル＝ルペン、元政治家
- 1990年 - 松井咲子、タレント、ピアニスト（元AKB48）
- 1990年 - 袴田彩会、アナウンサー
- 1990年 - アレックス・ランバート、シンガーソングライター
- 1990年 - 富沢祥也、レーサー（+ 2010年）
- 1991年 - 金井憧れ、アナウンサー
- 1991年 - 河野行恵、アナウンサー
- 1992年 - 天童なこ、タレント、競馬予想家
- 1992年 - 加藤光大、俳優、殺陣師、脚本演出家
- 1992年 - カルロス・ロドン、プロ野球選手
- 1994年 - 高岡未來、グラビアアイドル、女優
- 1994年 - 結木滉星、俳優
- 1994年 - 西川龍馬、プロ野球選手
- 1994年 - 三原遥、元野球選手
- 1995年 - 楠本卓海、サッカー選手
- 1995年 - 山尾梨奈、アイドル（元NMB48）
- 1995年 - 岩田きく、元野球選手
- 1996年 - 木戸大聖、俳優
- 1996年 - 佐藤綾乃、スピードスケート選手
- 1996年 - カン・ダニエル、歌手（Wanna One）
- 1996年 - ジョー・バロウ、アメリカンフットボール選手
- 1997年 - スーツ、YouTuber
- 1998年 - 瀧沢乃々華、アイドル（元LOVEReS）
- 1998年 - 如月愛花、元アイドル（元煌めき☆アンフォレント・君に、胸キュン。）
- 1999年 - 小林エンジェリーナ優姫、元バレーボール選手
- 2000年 - 市川莉乃、モデル、グラビアアイドル
- 2000年 - 三好佑季、アイドル（手羽先センセーション）
- 2001年 - 藤井ゆりあ、女優
- 2002年 - 杉田雷麟、俳優
- 2003年 - 井上陽向大、俳優
- 2003年 - 山﨑光、俳優、タレント
- 2003年 - 松本勇輝、アイドル（THE SUPER FRUIT）
- 2003年 - 田口貫太、騎手
- 2004年 - 若林真帆、元ファッションモデル
- 生年不詳 - YU-Ki EMPiRE、アイドル（EMPiRE）
- 生年不詳 - 稲木聡、元アナウンサー
- 生年不詳 - 坂本ミキ、漫画家
- 生年不詳 - 三浦浩子、漫画家

## 忌日
- 1041年 - ミカエル4世、東ローマ帝国マケドニア王朝皇帝（* 1010年）
- 1475年 - パオロ・ウッチェロ、画家（* 1397年）
- 1508年 - ルネ2世、ロレーヌ公（* 1451年）
- 1573年（天正元年11月16日）- 三好義継、戦国時代の武将（* 1551年）
- 1603年 - ウィリアム・ギルバート、物理学者（* 1544年）
- 1616年 - ディオゴ・デ・コート、探検家、編年史家（* 1542年頃）
- 1618年 - ジュリオ・カッチーニ、作曲家（* 1545年頃）
- 1665年 - タルクィニオ・メールラ、作曲家（* 1594年頃）
- 1707年（宝永4年11月17日）- 松平光長、元越後高田藩主（* 1616年）
- 1831年 - トーマス・ゼーベック、物理学者（* 1770年）
- 1839年（天保10年11月5日）- 松平斉厚、江戸幕府寺社奉行、館林藩主、浜田藩主（* 1783年）
- 1852年（嘉永5年10月29日）- 都々逸坊扇歌、寄席芸人（* 1804年）
- 1861年 - トマス・サウスウッド・スミス、医師（* 1788年）
- 1865年 - レオポルト1世、ベルギー初代国王（* 1790年）
- 1867年（慶応3年11月15日）- 坂本龍馬、土佐藩士（* 1836年）
- 1868年（明治元年10月27日）- 林信太郎、新選組伍長
- 1875年 - 大田垣蓮月、尼僧、歌人（* 1791年）
- 1876年 - ジョージ・トレンホルム、第2代アメリカ連合国財務長官（* 1807年）
- 1889年 - ロレンツォ・レスピーギ、天文学者（* 1824年）
- 1896年 - アルフレッド・ノーベル、化学者（* 1833年）
- 1909年 - 本野盛亨、実業家、官僚（* 1836年）
- 1911年 - ジョセフ・ダルトン・フッカー、植物学者（* 1817年）
- 1916年 - 大山巌、日本陸軍の元帥（* 1842年）
- 1928年 - チャールズ・レニー・マッキントッシュ、建築家（* 1868年）
- 1929年 - フランツ・ローゼンツヴァイク、哲学者（* 1886年）
- 1934年 - セオバルド・スミス、病理学者（* 1859年）
- 1936年 - ルイジ・ピランデルロ、劇作家、小説家、詩人（* 1867年）
- 1937年 - リチャード・ポンソンビー＝フェイン、日本学者（* 1878年）
- 1938年 - マリオ・ピラティ、作曲家（* 1903年）
- 1946年 - デイモン・ラニアン、小説家、記者（* 1884年）
- 1946年 - ウォルター・ジョンソン、プロ野球選手（* 1887年）
- 1949年 - 赤木桁平、評論家、衆議院議員（* 1891年）
- 1951年 - 波岡惣一郎、歌手（* 1910年）
- 1951年 - 森田庄三郎、発明家、実業家（* 1876年）
- 1954年 - 魚木忠一、神学者（* 1892年）
- 1963年 - 大田洋子、小説家（* 1906年）
- 1965年 - ヘンリー・カウエル、作曲家（* 1897年）
- 1967年 - オーティス・レディング、歌手（* 1941年）
- 1968年 - カール・バルト、神学者（* 1886年）
- 1968年 - 田漢、小説家、劇作家、詩人、脚本家、社会活動家（* 1898年）
- 1969年 - フランコ・カプアーナ、指揮者（* 1894年）
- 1969年 - リー・ハーライン、作曲家（* 1907年）
- 1976年 - 古今亭今輔 (5代目)、落語家（* 1898年）
- 1978年 - エド・ウッド、映画監督（* 1924年）
- 1982年 - ロイ・ウェッブ、作曲家（* 1888年）
- 1986年 - 中村吉治、歴史学者（* 1905年）
- 1987年 - ヤッシャ・ハイフェッツ、ヴァイオリニスト（* 1901年）
- 1990年 - アーマンド・ハマー、実業家（* 1898年）
- 1991年 - 山本七平、評論家（* 1921年）
- 1991年 - フランコ・マリア・マルファッティ、第3代欧州委員会委員長（* 1927年）
- 1992年 - 胡喬木、政治家（* 1912年）
- 1993年 - 田中清玄、政治運動家（* 1906年）
- 1993年 - 中井英夫、小説家（* 1922年）
- 1994年 - アレックス・ウィルソン、陸上競技選手（* 1905年）
- 1994年 - ガーネット・シルク、レゲエ歌手（* 1966年）
- 1999年 - 堀内甲、映画監督（* 1921年）
- 1999年 - わちさんぺい、漫画家（* 1926年）
- 1999年 - リック・ダンコ、ロックンロールミュージシャン（ザ・バンド）（* 1942年）
- 2000年 - マリウス・バーサス・ジャンセン、日本学者（* 1922年）
- 2001年 - 江戸家猫八 (3代目)、ものまね芸人（* 1921年）
- 2001年 - ハインツ・レーグナー、指揮者（* 1929年）
- 2002年 - 川嶋紀子、文仁親王妃紀子の祖母（* 1907年）
- 2002年 - イアン・マクノートン、俳優、テレビプロデューサー、監督（* 1925年）
- 2005年 - 松本新八郎、歴史学者（* 1913年）
- 2005年 - ユージーン・マッカーシー、元アメリカ合衆国上院・下院議員（* 1916年）
- 2005年 - リチャード・プライヤー、俳優（* 1940年）
- 2006年 - アウグスト・ピノチェト、政治家、第30代チリ共和国大統領（* 1915年）
- 2007年 - 桑原甲子雄、写真家（* 1913年）
- 2007年 - 有村章、生理学者、チューレーン大学名誉教授（* 1923年）
- 2007年 - 竹内ゆうじ、お笑いタレント（* 1971年）
- 2009年 - 古賀愛人、実業家、元テレビ西日本社長（* 1922年）
- 2009年 - ヨージェフ・コチアン、卓球選手（* 1926年）
- 2009年 - 李烈雨、プロボクサー、元WBC世界ライトフライ級・WBA世界フライ級王者（* 1967年）
- 2010年 - ジョン・フェン、化学者、ノーベル化学賞受賞者（* 1917年）
- 2010年 - マルセル・ドミンゴ、サッカー選手（* 1924年）
- 2010年 - 正司玲児、漫才師（* 1939年）
- 2011年 - 笹山幸俊、政治家、元兵庫県神戸市長（* 1924年）
- 2011年 - 甲斐美和、ピアニスト、図書館司書 (* 1913年)
- 2011年 - 市川森一、脚本家（* 1941年）
- 2012年 - リーザ・デラ・カーザ、演劇歌手（* 1919年）
- 2012年 - 小沢昭一、俳優（* 1929年）
- 2012年 - イアジュディン・アハメド、政治家、第16代バングラディッシュ大統領（* 1931年）
- 2013年 - 橋本達雄、万葉集研究者、専修大学名誉教授（* 1930年）
- 2013年 - ジム・ホール、ジャズギタリスト（* 1930年）
- 2013年 - 福留脩文、建設コンサルタント（* 1943年）
- 2014年 - 遠山一行、音楽評論家、実業家、元東京文化会館館長、元東京芸術劇場館長（* 1922年）
- 2015年 - ドルフ・シェイズ、バスケットボール選手（* 1928年）
- 2015年 - 椿貞良、ジャーナリスト（* 1936年）
- 2016年 - 池原森男、薬学者、大阪大学名誉教授（* 1923年）
- 2017年 - 加地正郎、医師、医学者、久留米大学名誉教授（* 1924年）
- 2017年 - 白石裕、囲碁棋士（* 1941年）
- 2018年 - 藤間生大、歴史学者、考古学者（* 1913年）
- 2018年 - 津守眞、保育学者（* 1926年）
- 2018年 - 江丙坤、政治家、外交官（* 1932年）
- 2018年 - 鎌田ジョージ、ギタリスト、音楽プロデューサー（* 1960年）
- 2019年 - ガーション・キングスレイ、作曲家（* 1922年）
- 2019年 - ユーリ・ルシコフ、政治家（* 1936年）
- 2019年 - 五十嵐久也、実業家、元三井住友建設社長、芝浦工業大学理事長（* 1940年）
- 2020年 - バーバラ・ウィンザー、女優（* 1937年）
- 2020年 - タイニー・リスター・Jr.、俳優、プロレスラー（* 1958年）
- 2021年 - マイク・ネスミス、ミュージシャン（ザ・モンキーズ）（* 1942年）
- 2021年 - リーランド・ウィルキンソン、コンピュータ統計学者（* 1944年）
- 2022年 - ベリル・グレイ、バレエダンサー（* 1927年）
- 2022年 - 山根隆治、政治家（* 1948年）
- 2023年 - ジュリアン・キャロル、政治家、第54代ケンタッキー州知事（* 1931年）
- 2023年 - デヴィッド・ドレイク、SF作家、ファンタジー作家（* 1945年）
- 2023年 - 横宮七海、AV女優（* 2002年）

## 記念日・年中行事
- 赤間神宮『しめなわ祭』（ 日本）
山口県下関市の赤間神宮で『しめなわ祭』が執り行われる。江戸時代から続く神事で、壇之浦の海中にある烏帽子岩に注連縄を張って航海の安全と豊漁を願う。昔、台風や火災、疫病といった天災が続いた際、倒れている大石を起こせば災害がなくなるという夢のお告げを受け大石を起こしたところ、災害が無くなったという故事に由来している[11]。
- 納めの金刀比羅（ 日本）
毎月10日は金刀比羅大権現の縁日だが、師走の縁日は「納めの金比羅」と呼ばれている。
- アロエヨーグルトの日（ 日本）
1994年のこの日、森永乳業が日本で初めてアロエ葉肉入りのヨーグルトを発売したことを記念。
- 世界人権デー (Human Rights Day)
1948年12月10日に、パリで行われた第3回国連総会で「世界人権宣言」が採択されたことに由来し、1950年の国連総会で制定。国際デーの一つ。日本では、この日までの一週間を「人権週間」としている。
- ノーベル賞授与式
アルフレッド・ノーベルの忌日にちなむ。ノーベル賞の授賞式は、毎年12月10日に物理学・化学・医学・文学・経済学の各賞はスウェーデンの首都・ストックホルムのコンサートホールで、平和賞はノルウェーのオスロ市庁舎で行なわれる。
- 憲法記念日（ タイ）
1932年のこの日、タイ憲法が採択され、タイが立憲君主制に移行したことを記念。